# 萧荫堂
萧荫堂（1943年5月6日—），美籍华裔数学家，哈佛大学讲座教授，原哈佛大学数学系主任。其研究领域包括複分析、複几何、代数几何、微分几何等。

## 生平
萧荫堂出生于广州，1949年至1960年分別在澳門和香港培正中學就讀，1963年获香港大学学士学位。此后赴美国留学，1964年获明尼苏达大学硕士学位，1966年获普林斯顿大学博士学位。毕业后他曾在普渡大学、圣母大学任助理教授。1970年起任教于耶鲁大学，历任副教授、教授。1978年至1982年间在斯坦福大学任教。1982年起任教于哈佛大学数学系，1996年至1999年间曾任数学系主任。
萧荫堂是哥廷根科学院通讯院士（1993年）、美国文理科学院院士（1998年）、美国国家科学院院士（2002年）、中国科学院外籍院士（2004年）、中央研究院院士（2004年）。